# Liste des épisodes de The Middle
Cette page présente la liste des épisodes du feuilleton télévisé The Middle.

## Panorama des saisons
| Saison | Nombre d'épisodes | Diffusion originale sur ABC | Diffusion originale sur ABC | Diffusion originale sur ABC | Diffusion originale sur ABC    | Dates de sortie DVD | Dates de sortie DVD | Dates de sortie DVD |
| Saison | Nombre d'épisodes | Années                      | Début de saison             | Fin de saison               | Audience moyenne (en millions) | Zone 1              | Zone 2              | Zone 4              |
| ------ | ----------------- | --------------------------- | --------------------------- | --------------------------- | ------------------------------ | ------------------- | ------------------- | ------------------- |
| 1      | 24                | 2009-2010                   | 30 septembre 2009           | 19 mai 2010                 | 6.91                           | 31 août 2010        | 12 septembre 2011   | 13 janvier 2011     |
| 2      | 24                | 2010-2011                   | 22 septembre 2010           | 25 mai 2011                 | 8,20                           | 20 septembre 2011   | 5 novembre 2012     | 6 octobre 2011      |
| 3      | 24                | 2011-2012                   | 21 septembre 2011           | 23 mai 2012                 | 8,40                           | 8 octobre 2013      | indéterminées       | 28 mai 2014         |
| 4      | 24                | 2012-2013                   | 26 septembre 2012           | 22 mai 2013                 | 8.00                           | 25 février 2014     | indéterminées       | 28 mai 2014         |
| 5      | 24                | 2013-2014                   | 25 septembre 2013           | 21 mai 2014                 | 7.80                           | indéterminées       | indéterminées       | indéterminées       |
| 6      | 24                | 2014-2015                   | 24 septembre 2014           | 13 mai 2015                 | 7.60                           | indéterminées       | indéterminées       | indéterminées       |
| 7      | 24                | 2015-2016                   | 23 septembre 2015           | 18 mai 2016                 | 7.30                           | indéterminées       | indéterminées       | indéterminées       |
| 8      | 23                | 2016-2017                   | 11 octobre 2016             | 16 mai 2017                 | 7.02[source insuffisante]      |                     |                     |                     |
| 9      | 24                | 2017-2018                   | 3 octobre 2017              | 22 mai 2018                 | 7.28[source insuffisante]      |                     |                     |                     |

## Première saison (2009-2010)
1. Bienvenue au milieu de nulle part (Pilot)
2. Tout n'est pas bon... bon (The Cheerleader)
3. 17 ans de mariage (The Floating Anniversary)
4. Des saucisses et des boulettes (The Trip)
5. L'important c'est de participer (The Block Party)
6. La Porte d'entrée (The Front Door)
7. Enfant battu (The Scratch)
8. Thanksgiving (Thanksgiving)
9. Aimez-vous les uns les autres (Siblings)
10. Le Miracle de Noël (Christmas)
11. Crise d'ado (The Jeans)
12. Les Voisins (The Neighbor)
13. L'Entretien d'embauche (The Interview)
14. Mise au point (The Yelling)
15. Enfin seuls (Valentine's Day)
16. Le Concours (The Bee)
17. Une de perdue (The Break Up)
18. Papa cool et maman coule (The Fun House)
19. Dilemme (The Final Four)
20. Privés de télé (TV or Not TV)
21. Morgane de Morgan (Worry Duty)
22. La Fête des mères (Mother's Day)
23. Sur le grill (Signals)
24. La Bonne Moyenne (Average Rules)

## Deuxième saison (2010-2011)
1. Une famille presque parfaite (Back to School)
2. Le Choix de Frances (Homecoming)
3. Visite de contrôle (The Diaper Incident)
4. Magie, prières et punition (The Quarry)
5. L'Étudiant étranger (Foreign Exchange)
6. Halloween (Halloween)
7. Le Jour de ma naissance (A Birthday Story)
8. Meilleures Amies (Errand Boy)
9. Thanksgiving II (Thanksgiving II)
10. Des parents formidables (A Simple Christmas)
11. Les Boss de la maison (Taking Back the House)
12. Le Grand Frisson (The Big Chill)
13. À chacun son sport (Super Sunday)
14. La Saint-Valentin (Valentine's Day II)
15. Amis, mensonges et vidéos (Friends, Lies and Videotape)
16. Panique à bord (Hecks on a Plane)
17. Le Cours de maths (The Math Class)
18. Le Cambriolage (Spring Cleaning)
19. Le Trophée (The Legacy)
20. Mariage princier (Royal Wedding)
21. Séance de rattrapage (Mother's Day II)
22. La Bonne Attitude (The Prom)
23. Lâcher-prise (The Bridge)
24. Le Retour de l'été (Back to Summer)

## Troisième saison (2011-2012)
1. Vacances en famille (Partie 1) (Forced Family Fun - Part 1)
2. Vacances en famille (Partie 2) (Forced Family Fun - Part 2)
3. Le Vrai Chef de famille (Hecking Order)
4. La Roue de l'infortune (Major Changes)
5. L'Examen d'admission (The Test)
6. Mauvais Choix (Bad Choices)
7. Halloween II (Halloween II)
8. Le Meilleur de la famille (Heck's Best Thing)
9. La Comédie musicale (The Play)
10. Thanksgiving de la famille Heck (Thanksgiving III)
11. Le Lave-vaisselle (A Christmas Gift)
12. L'Année des Heck (Year of the Hecks)
13. À la mémoire de tante Ginny (The Map)
14. La Berline (Hecking It Up)
15. Le Grand Amour (Valentine's Day III)
16. Justin ! Justin ! (The Concert)
17. Convocation «canapé» (The Sit Down)
18. L'Anniversaire bissextile (Leap Year)
19. Amour éternel (The Paper Route)
20. Le Projet d'une vie (Get Your Business Done)
21. Les Trois Disputes du couple (The Guidance Counselor)
22. Le Trèfle (The Clover)
23. Rapporteur (The Telling)
24. Rusty se marie (The Wedding)

## Quatrième saison (2012-2013)
Le 10 mai 2012, la série a été renouvelée pour une quatrième saison de 24 épisodes diffusée du 26 septembre 2012 au 22 mai 2013.
1. Dernier été en famille (Partie 1) (Last Whiff of Summer, Part 1)
2. Dernier été en famille (Partie 2) (Last Whiff of Summer, Part 2)
3. La Deuxième Chance (The Second Act)
4. La Thérapie du lapin (Bunny Therapy)
5. Le Tuyau d'arrosage (The Hose)
6. Halloween III, la leçon de conduite (Halloween III: The Driving)
7. Le Coffre-fort (The Safe)
8. Thanksgiving IV (Thanksgiving IV)
9. Au secours, père Noël (Christmas Help)
10. Le Vingtième Anniversaire de mariage (Twenty Years)
11. Développement personnel (Life Skills)
12. Un seul enfant à la fois (One Kid at a Time)
13. Les Nouveaux voisins (The Friend)
14. L'Hypothèse (The Smile)
15. La Saint-Valentin IV (Valentine's Day IV)
16. Les Gagnants et les Perdants (Winners and Losers)
17. La Roue de la douleur (Wheel of Pain)
18. Le Deuxième Prénom (The Name)
19. Le Bachelor (The Bachelor)
20. Tout à un dollar (Dollar Days)
21. Bons baisers d'orson (From Orson with Love)
22. La Danse de l'Alléluia (Hallelujah Hoedown)
23. L'École buissonnière (The Ditch)
24. La Remise des diplômes (The Graduation)

## Cinquième saison (2013-2014)
Le 10 mai 2013, la série a été renouvelée pour une cinquième saison, diffusée du 25 septembre 2013 au 21 mai 2014.
1. Premier jour de fac (The Drop Off)
2. Il y a du changement dans l'air (Change in the Air)
3. La Patate (The Potato)
4. Le Centenaire (The 100th)
5. Halloween IV : Le Fantôme (Halloween IV: The Ghost Story)
6. Le Saut (The Jump)
7. Thanksgiving V (Thanksgiving V)
8. Le Baiser (The Kiss)
9. Le Sapin de Noël (The Christmas Tree)
10. Nuits blanches à Orson (Sleepless in Orson)
11. La Guerre des Heck (War of the Hecks)
12. Covoiturage (The Carpool)
13. Buffet à volonté (Hungry Games)
14. La Récompense (The Award)
15. Vacances de printemps (Vacation Days)
16. Lune orageuse (Stormy Moon)
17. La Balade (The Walk)
18. La Mauvaise Odeur (The Smell)
19. Les Carillons à vent (The Wind Chimes)
20. L'Optimiste (The Optimist)
21. Heures de bureau (Office Hours)
22. Mains sur la voiture (Heck on a Hard Body)
23. Orlando (Orlando)
24. Le Monde Merveilleux des Heck (The Wonderful World of Hecks)

## Sixième saison (2014-2015)
Le 8 mai 2014, la série a été renouvelée pour une sixième saison, diffusée du 23 septembre 2014 au 13 mai 2015.
1. Une dent contre ses bagues (Unbraceable You)
2. Le Casier solitaire (The Loneliest Locker)
3. La Matière principale (Major Anxiety)
4. La Table (The Table)
5. Halloween et les Bonnes Manières (Halloween V)
6. Le Trou de l'évier (The Sinkhole)
7. Thanksgiving VI (Thanksgiving VI)
8. Les Visites de campus (The College Tour)
9. Les Clichés de Noël (The Christmas Wall)
10. Fichue Pam Staggs (Pam Freakin' Staggs)
11. Une carrière à la carrière (A Quarry Story)
12. Voyage en train (Hecks on a Train)
13. La Saint-Valentin (Valentine's Day VI)
14. Bien sûr ! (The Answer)
15. Treize ans et trois mois (Steaming Pile Of...)
16. Drague interdite (Flirting with Disaster)
17. L'Attente (The Waiting Game)
18. Opération infiltration (Operation Infiltration)
19. Le Sombrero (Siblings and Sombreros)
20. Le Dilemme de la nouille (Food Courting)
21. Les Deux font la paire (Two of a Kind)
22. Tête à tête (While You Were Sleeping)
23. Ma tasse de thé (Mother's Day Reservations)
24. La Diplômée (The Graduate)

## Septième saison (2015-2016)
Le 7 mai 2015, la série a été renouvelée pour une septième saison, diffusée depuis le 23 septembre 2015 sur ABC, aux États-Unis.
1. Entrée en fac (Not Your Brother's Drop Off)
2. Couper le cordon (Cutting the Cord)
3. La Chemise (The Shirt)
4. L'Idée du siècle (Risky Business)
5. En terre inconnue (Land Of The Lost)
6. Halloween VI : bientôt la mort (Halloween VI...)
7. La Fête du retour au bercail (Homecoming II: The Tailgate)
8. Thanksgiving VII (Thanksgiving VII)
9. Le Séminaire (The Convention)
10. Joyeux no-heck ! (Not So Silent Night)
11. Les Sororités (The Rush)
12. Telle mère, tel fils (Birds of a Feather)
13. Fête d'anniversaire à distance (Floating 50)
14. Film, amis & fourrés à la pomme (Film, Friends and Fruit Pies)
15. Les Heck au cinéma (Hecks at a Movie)
16. Chasse à l'homme (The Man Hunt)
17. Les Dents de sagesse (The Wisdom Teeth)
18. Des vacances à la Donahue (A Very Donahue Vacation)
19. La Honte (Crushed)
20. Le Papier millimétré (Survey Says...)
21. Le Lanaï (The Lanai)
22. L'Anti-fête des mères (Not Mother's Day)
23. La Géolocalisation (Find My Hecks)
24. The Show Must Go On (The Show Must Go On)

## Huitième saison (2016-2017)
Le 3 mars 2016, ABC annonce le renouvellement de la série pour une huitième saison.
Elle a été diffusée du 11 octobre 2016 au 16 mai 2017.
1. Que la famille ! (The Core Group)
2. La pilule est dure à avaler ! (A Tough Pill To Swallow)
3. Halloween VII : le divorce (Halloween VIII: The Heckoning)
4. Du cran (True Grit)
5. La Vache !  (Roadkill)
6. Thanksgiving VIII (Thanksgiving VIII)
7. Axl fait la tête (Look Who's Not Talking)
8. Grosse Gamelle (Trip And Fall)
9. Jusqu'à ce que la mort vous sépare (A Very Marry Christmas)
10. L'Escape room (Escape Orson)
11. La Femme de ménage (Hoosier Maid)
12. Le Groupe fourre-tout (Picture Imperfect)
13. Adieu, ovaires ! (Ovary and Out)
14. Desolé pas desolé (Sorry Not Sorry)
15. La Dent (Dental Hijinks)
16. Fière de quoi ? (Swing and a Miss)
17. L'univers (Exes and Ohhhs)
18. La Teuf (The Par-tay)
19. La Confirmation (The Confirmation)
20. La Piscine (Adult Swim)
21. Un Cadeau empoisonné (Clear and Present Danger)
22. Le Dernier Exam (The Final Final)
23. L’Europe (Fight or Flight)

## Neuvième saison (2017-2018)
Le 25 janvier 2017, la série est renouvelée pour une neuvième saison, qui sera la dernière, diffusée depuis le 3 octobre 2017.
1. Viva la Heck (Vive La Hecks)
2. Ne pas nourrir les Heck (Please Don't Feed the Hecks)
3. La Rencontre des parents (Meet the Parents)
4. Halloween VIII : Le meurtre mystérieux d'Orson (Halloween VIII: Orson Murder Mystery)
5. Chacun son rôle (Role of a Lifetime)
6. Cherche rencart désespérément (The Setup)
7. Thanksgiving IX (Thanksgiving IX)
8. Prise de conscience (Eyes Wide Open)
9. Deux-cents (The 200th)
10. Le Miracle de Noël (The Christmas Miracle)
11. Révélations du Nouvel An (New Year's Revelations)
12. L'Autre homme (The Other Man)
13. Coach de vie (Mommapalooza)
14. Les Surgelés (Guess Who's Coming to Frozen Dinner)
15. La Cuite (Toasted)
16. La Crise de larmes (The Crying Game)
17. Les Heck contre les Glossner (Hecks vs. Glossners: The Final Battle)
18. Pelles interdites (Thank You for Not Kissing)
19. Chauve qui peut (Bat Out of Heck)
20. Le Cadeau en différé (Great Heckspectations)
21. La Chasse d'eau royale (The Royal Flush)
22. Choix cornélien (Split Decision)
23. Le Grand Départ, partie 1 (A Heck of a Ride, Part One)
24. Le Grand Départ, partie 2 (A Heck of a Ride, Part Two)